# Val Bennett
Val Bennett (de son vrai nom Lovall Bennett, mort en 1991) est un saxophoniste (ténor) jamaïcain.
Leader d'un groupe phare de la scène de Kingston dès la fin des années 1940, il suit l'évolution de la musique jamaïquaine en passant au ska au sein du Prince Buster All Stars et avec Bobby Aitken et ses Carib Beats à partir de 1966, puis au rocksteady. Certains considèrent même que le titre One Way Street est LE premier rocksteady enregistré. Il collabore également avec Bunny Lee et Lee Perry.

## Biographie
À la fin des années 1940, Bennett dirige son propre groupe, le Val Bennett Orchestra. Celui-ci comprend les musiciens Jerome "Jah Jerry" Haynes, Lloyd Knibb, Cecil Houdini et Ernest Ranglin, dont c'est la première expérience en tant que professionnel. Le Val Bennett Orchestra se produit régulièrement au Colony Club, jouant principalement pour les visiteurs étrangers en Jamaïque. Le groupe tourne également à l'étranger, se produisant dans des pays comme Haïti, où il s'initie au merengue, un style qu'il continue à jouer à son retour en Jamaïque.
Du début au milieu des années 1960, Val Bennett est un membre régulier du groupe de Prince Buster, jouant sur plusieurs des enregistrements les plus connus du chanteur, dont Al Capone. Bennett travaille également comme musicien de studio, apparaissant sur de nombreuses réalisations d'artistes tels que Theophilus Beckford, Pat Kelly, Barrington Levy et Delroy Wilson. Le travail de session de Bennett comprend le saxophone, le cor et le trombone. À la fin des années 1960, Bennett a rejoint le Bunny Lee's All Stars.
Les morceaux notables de Bennett incluent The Russians Are Coming (1968), une reprise de Take Five du Dave Brubeck Quartet (utilisée  à la fin des années 1980 comme thème de la série télévisée britannique The Secret Life of Machines) et Tons Of Gold (1970), avec le Harry J Allstars, une variante de leur morceau The Liquidator. Bennett travaille également pour le producteur Lee "Scratch" Perry et son Return of Django inspiré des westerns spaghetti, enregistré avec le groupe de studio de Perry The Upsetters, qui obtient un grand succès britannique en 1969. Son morceau Baby Baby est également inclus sur l'album Eastwood Rides Again des Upsetters. Perry est le seul producteur à conduire Bennett au chant, Baby Baby étant l'un des exemples, l'autre étant Barbara.